# Omer Eusebio Suero
Omer Eusebio Suero (Nacido en septiembre de 2003 en Santo Domingo, República Dominicana), conocido como "La Garza", es un jugador de baloncesto profesional dominicano. Se desempeña como alero en los Cañeros del Este de la Liga Nacional de Baloncesto y fue fichado por el Club Joventut Badalona de España y cedido al CB Prat. En 2025 fue reconocido como el Mejor Sexto Hombre del Año en la LNB. Con aproximadamente 1,93 m de altura y considerado una de las jóvenes promesas del baloncesto dominicano, destaca por su versatilidad, anotación y defensa.

## Carrera
En junio de 2024, Suero fue seleccionado como la primera elección del Draft de Novatos por los Cañeros del Este en la LNB.
Ese mismo año tuvo una breve participación internacional con el club Los Brujos en la Liga Profesional de El Salvador, donde promedió 28.2 puntos, 13.4 rebotes y 1.8 bloqueos por partido en 13 encuentros.
Durante su primera temporada con los Cañeros del Este, Suero tuvo un rol importante como jugador de banca, contribuyendo con 9.0 puntos, 4.0 rebotes y una efectividad del 37 % en tiros de tres puntos, ayudando a su equipo a clasificar a las semifinales.
En enero de 2025, el equipo español Joventut Badalona lo fichó hasta junio de 2027 y lo cedió al CB Prat, equipo vinculado en la Segunda FEB (tercera división del baloncesto español), con el objetivo de continuar su desarrollo profesional.

## Reconocimientos
En julio de 2025, Suero fue nombrado Mejor Sexto Hombre del Año en la temporada 2025 de la LNB, luego de una destacada participación saliendo desde la banca. En 12 partidos, promedió 13.8 puntos, 4.6 rebotes, 1.1 asistencias, con un 44 % en tiros de campo, 40 % en triples y 74.2 % en tiros libres.